# ルイ・ピエール・ド・モンブリュン
ルイ・ピエール・ド・モンブリュン(仏:Louis Pierre de Montbrun、1770年3月1日-1812年9月7日)はフランス革命戦争、ナポレオン戦争期に活躍したフランスの軍人、将軍。卓抜した騎兵指揮官として知られる。日本語ではモンブランと表記される場合もある。

## 生涯
出生〜栄達
1770年3月1日、モンブリュンはフランス南部のコミューン、フロロンサックに生まれた。

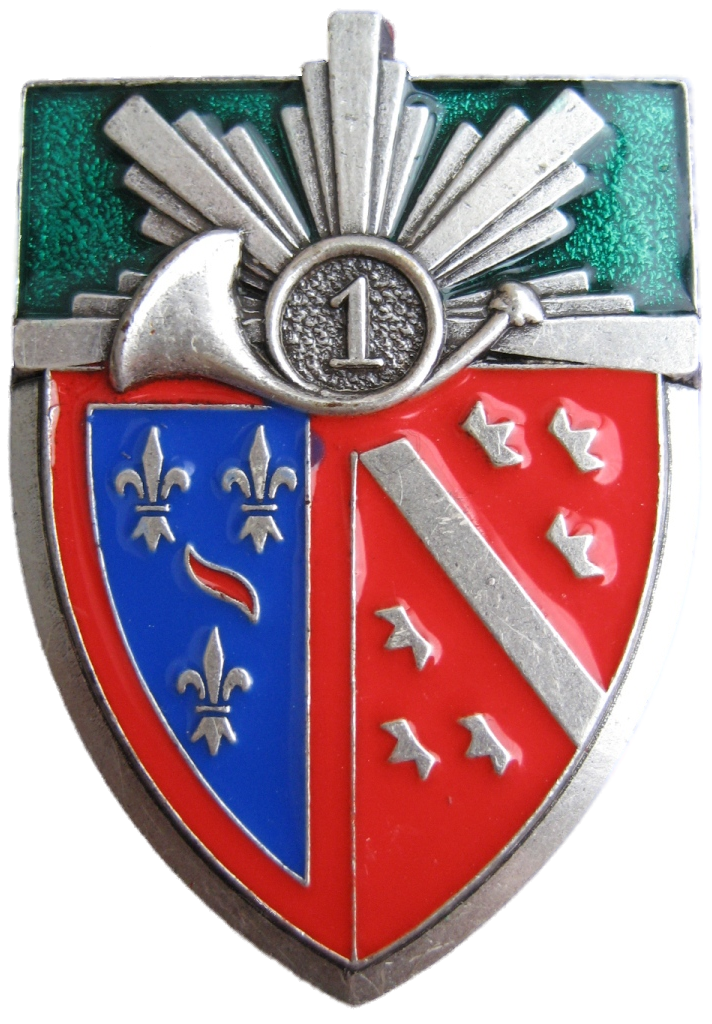
第1猟騎兵連隊の紋章

1789年5月5日、アルザス第1猟騎兵連隊に一兵卒として入隊、1791年11月20日に伍長に昇進した。その後、ライン方面軍に所属し、各地を転戦、次々と武勲を挙げた。
1793年7月11日、一連の活躍により軍曹に昇進し、10月1日には副官に任命された。
1794年9月12日、少尉に昇進した。
1796年、リシュパンス将軍の高級副官に任命された。さらに同年7月27日、中尉に昇進した。
1796年8月9日、アルテンドルフの戦いが勃発した。クレベール将軍の指揮下、モンブリュンは見事な騎兵突撃を行い、窮地のリシュパンス将軍を救援した。さらに、そのまま敵陣深く攻め入り、敵軍を粉砕するという手柄を立てた。
1797年、大尉に昇進した。
1799年10月5日、モンブリュンは騎兵連隊を率いて2,000人のオーストリア兵が占拠するフランクフルト近郊のニッダを急襲、奪取した。この活躍により、モロー司令官から所属分隊の臨時統括主任に任命された。
同年10月12日にはグロース＝ゲーラウで、5月16日にはエアバッハで見事な騎兵突撃を行い、オーストリア軍を打ち破った。
1800年3月5日、第5竜騎兵連隊の連隊長に任命され、同年中に第1猟騎兵連隊の連隊長に任命された。

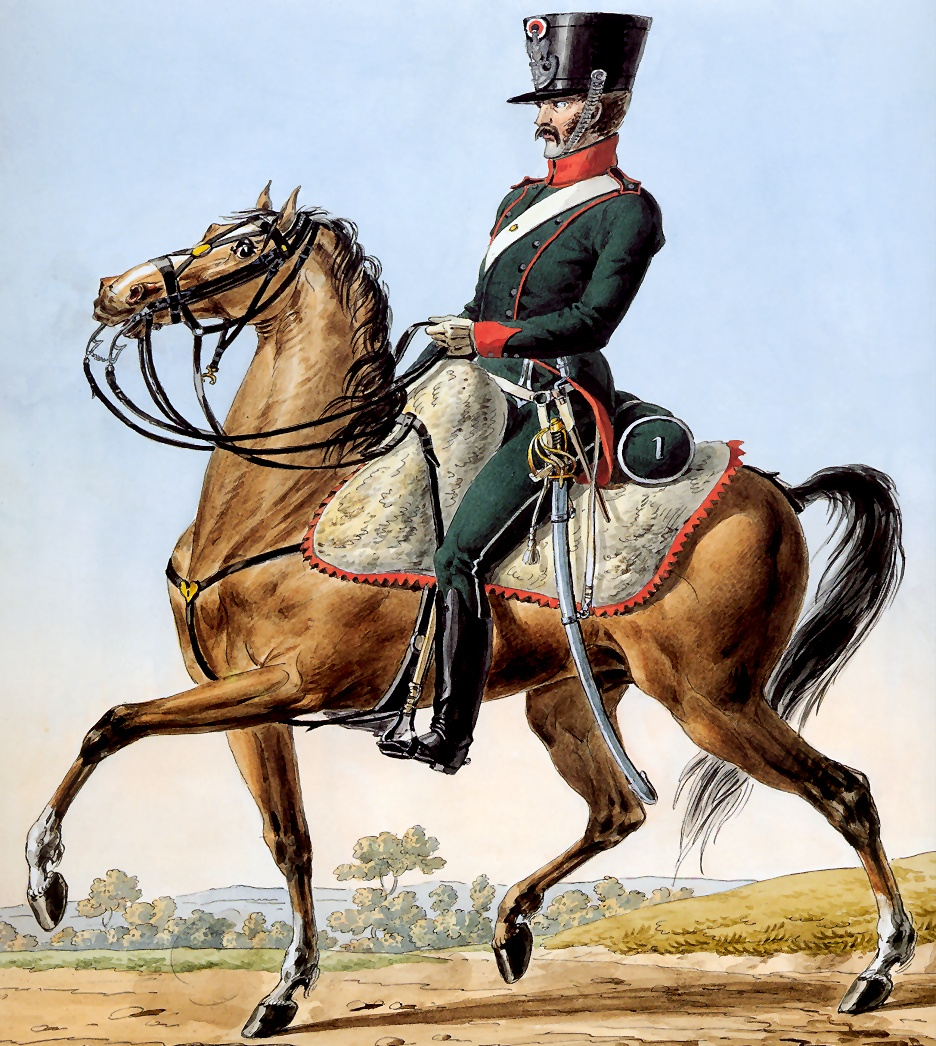
第1猟騎兵連隊の兵士

1803年〜1805年の対外戦役ではダヴー元帥に付き従い、顕著な働きを見せた。特にリードの戦いでは戦況を左右する抜群の活躍をみせ、12月2日に勃発したアウステルリッツの戦いにも参戦した。
若干29歳で軍内屈指の騎兵指揮官と目され、1805年12月24日には若くして旅団長に任命された。
その後、ヴァンダム将軍の下でプロイセン及びポーランド戦役に参戦、顕著な働きを見せた。特に1806年11月30日に勃発したオーラウの戦いでは少数の猟騎兵でプレス公軍に痛撃を与え、1,800人の敵兵及び7門の大砲を捕獲するという手柄を立てた。
凋落〜ソモシエラの伝説
1808年、半島戦争が勃発すると、皇帝から直ちにスペインに赴くように要請された。しかし、彼は4日間もの間、任地に赴く気配を見せなかった。理由は以下の通りである。モンブリュンにはモランド(コルシカ州知事の娘)という溺愛の情人がいた。彼はスペイン滞在中に彼女が1人になることを憂い、モランドの妹を目付けとして据え置くことに決めた。そして、妹がバイヨンヌに到着するまでの4日間ずっと待っていたというのだ。
皇帝は激怒し、モンブリュンの軍事指揮権を剥奪した。しかし、数ヶ月後には彼の活躍を鑑みた上で、前職に再び任命することに決めた。

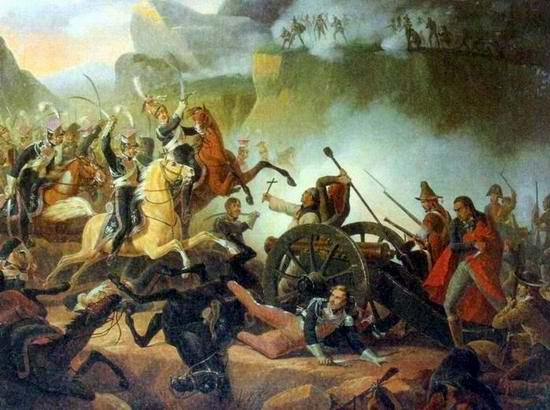
ソモシエラの戦いで突撃を仕掛けるポーランド騎兵

1808年11月30日、ソモシエラの戦いが勃発した。モンブリュンはポーランド騎兵部隊(シェボー・レジ)の先頭に立ち、伝説的な（彼にとっては代名詞といえる)騎兵突撃を行った。しかし、この活躍に関しては議論の余地がある。実戦に参加した将校、兵士によると「モンブリュン将軍は戦闘に関与していなかった」「陣頭指揮中に気を失って倒れた」はたまた「作戦自体に反対していた」等様々な証言が錯綜している。事実、「コジエトゥルスキー将軍率いる少数のポーランド騎兵が敵軍後方を撹乱し、16,000人近い敵軍を全軍退却させたこと」は確かであるが、モンブリュンの行動に関しては詳しく判明していない。ともあれ、モンブリュンにとって皇帝からの全面的信頼を再び勝ち取るには十分な宣伝材料であった。
1809年3月9日、ソモシエラの戦いにおける武勲により師団将軍に昇進した。
オーストリア戦役
1809年4月22日にはベシェール元帥の下でエッグミュールで戦い、4月25日にはニッテナウで戦った。
一連の活躍により、4月29日にレジオンドヌール・コマンドゥール勲位を賜った。
同年6月7日のラブニッツの戦いではハンガリー騎兵に奇襲を仕掛け、これを大いに打ち破った。
同年6月13日にモンブリュンはラーブ近郊に到達した。彼の部隊は前衛に位置していたが他軍団よりも先行し過ぎた為、瞬く間にオーストリア軍に包囲されてしまった。しかし、ドゥルッテ将軍が急いで救援に駆けつけた為、何とか窮地を脱することが出来た。
翌日6月14日に勃発したラーブの戦いではグルーシー元帥の下でセラス将軍率いる砲兵部隊の援護に当たった。モンブリュンはオーストリア騎兵に突撃を仕掛けたが、互いに相打ちになり、両軍共に多大な損失を被った。しかし、オーストリア騎兵の攻撃を釘付けにすることで、セラス将軍は無事目的地に到達し、何とか任務を遂行することが出来た。
6月16日、モンブリュンは敵兵の立て篭もるコモーンの偵察中に600人のオーストリア騎兵によって陣地を奇襲された。モンブリュンは急いで連隊を結集し、敵軍を猛追、ついには壊滅させ、城下まで退却させた。この活躍により、7月9日に鉄冠ナイト勲位を授与された。
再びスペインへ
1810年4月10日にマッセナ元帥が率いていた予備騎兵隊の指揮権を与えられ、マッセナ元帥指揮下として再びスペイン方面に派遣された。そして7月24日〜8月25日にかけてアルメイダ要塞を包囲した。
9月29日に勃発したブサコの戦いでは戦闘後半に敵軍右翼に迂回し、英葡連合軍を牽制した。さらに戦闘終了後、追撃に転じた英軍の20個連隊を騎兵突撃で撃退した。この活躍により、レジオンドヌール・グラン・フィシエ勲位を賜った。

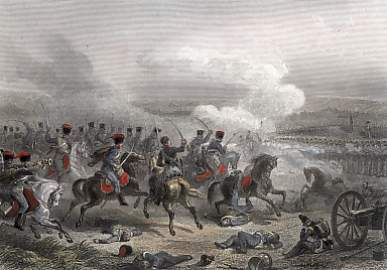
英軍歩兵に突撃を仕掛けるフランス猟騎兵。長らく泥沼の戦いが続いた。

1811年5月5日に勃発したフエンテ・デ・オニョロの戦いでは2,400騎の竜騎兵の先頭に立ち、草原を疾駆、英葡連合軍右翼を側面から猛襲した。これにより右翼軍の中核を占める英軍第7師団は窮地に陥り、連合軍の戦力は一時的に大きく弱体化した。しかし、ベシェール元帥が増援部隊の派遣を渋った為、最後に押し切ることが出来ず、さらに敵軍の精鋭増援部隊が続々と到着した為、次第に戦線は膠着した。その為、モンブリュンは英軍第7師団の退却をみすみす許すこととなった。
同年9月25日に勃発したエル・ボーダンの戦いではウェリントン相手に単独で戦術指揮を担った。前半は一進一退の攻防が続いたものの、中盤に見事な騎兵突撃を行い、戦況を打開した。これに合わせて歩兵部隊を前進させ、徐々に前線を押し上げ、遂には英軍を放逐した。
1812年から始まったロシア遠征ではミュラ元帥の下で第2予備騎兵隊を率い、7月3日にはスヴェントシアニーで、7月5日にはデスナで戦った。
突然の死
同年9月7日、ボロジノの戦いが勃発した。モンブリュンは予備騎兵隊の指揮に当たっていたが、戦闘開始直後に砲弾が直撃、即死した。享年42歳であった。死ぬ間際に「Excellent coup!(見事な一発だ！)」と呟いたという。
騎兵隊の指揮権はその後、コランクール将軍が引き継いだ。彼らはモンブリュン将軍の弔い合戦と称して果敢にも敵の大軍めがけて猛襲を仕掛け、次々と敵兵を切り崩しながら、大多面堡に侵入、遂には制圧した。これは戦史上、前例のない偉業であった。

## 人物像

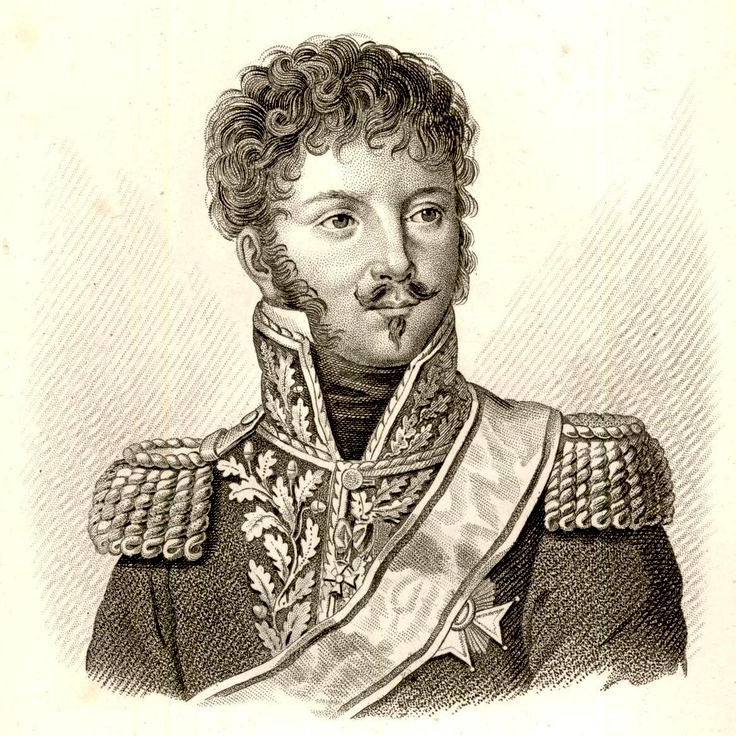

情熱的で、威厳があり部下からは軒並み慕われていた。
特徴的な黒い口髭で知られた。
ケレルマン、 ラサールら大陸軍を代表する騎兵指揮官の1人に数えられており、特に騎兵の大軍の指揮能力に関してはケレルマンに次いで第2位に位置付けられている。